# Ludwig Dörfler
Ludwig Doerfler, auch Dörfler, (* 11. Februar 1905 in Schillingsfürst; † 5. Juli 1992 ebenda) war ein deutscher Maler. Bekanntheit erreichte er als der „Frankenmaler“. Seinem Werk ist ein Museum in Schillingsfürst gewidmet.

## Leben
Doerfler war ab 1925 bei der Bayerischen Landespolizei in München beschäftigt. In seiner Freizeit und nach Dienstschluss besuchte er eine private Malschule in Schwabing. 1933 begann er ein Studium an der Akademie der Bildenden Künste in München. Während der zwölfsemestrigen Ausbildung avancierte er zum Meisterschüler bei Professor Julius Diez. Da seine Werkstätten in München nach dem Zweiten Weltkrieg zerstört waren, kehrte Doerfler 1945 in seine Heimatstadt zurück. Er trat dem Rothenburger Künstlerbund bei. Ab 1974 erwarb der Künstler das Haus des ehemaligen Amtsgerichts und nutzte es für Ausstellungen. 1982 teilte er der Stadt mit, dass er gedenke, dieses Haus für seinen Nachlass zu nutzen. Er vermachte seinem Heimatort etwa 2200 Exponate, sein Vermögen und seine Einrichtung mit der Auflage, dies zu einer Stiftung zu nutzen.

### Museum
Das jetzige Museumsgebäude stammt aus dem Jahr 1841 und wurde als fürstliches Herrschaftsgericht genutzt. Von 1900 bis 1904 erfuhr es einen Umbau und blieb bis zum Erwerb durch Doerfler Sitzungs- und Verwaltungssitz des Bayerischen Landgerichtes.
Das Gebäude wurde 1993 und 1994 renoviert und umgebaut und am 20. April 1997 als Galerie und Haus für verschiedenen Veranstaltungen eröffnet. Während im Erdgeschoss eine Dauerausstellung mit Werken Doerflers mit Bildern seiner Heimat Franken, Landschaftsgemälden, Porträts, Stillleben und Eindrücken aus seinen Reisen nach Spanien, Italien und Frankreich gezeigt werden, wird das Obergeschoss für wechselnde Ausstellungen genutzt.

## Preise und Auszeichnungen
- 1. Preis für Graphik während seines Studiums
- Mond’sches Stipendium
- Stipendium der Nürnberger Albrecht-Dürer-Stiftung
- Reisestipendium der Stadt München
- Bamberger Stipendium der Freiherr-von-Ostheim’schen Stiftung. Diese Auszeichnung erhielt Dörfler zweimal. Beim ersten Mal 1939 verhinderte der Ausbruch des Zweiten Weltkriegs den damit verbundenen halbjährigen Aufenthalt in Paris. 1957 erhielt er das Stipendium ein zweites Mal und nutzte es zu einem Italienaufenthalt.
- 1976 wurde Doerfler die Bürgermedaille der Stadt Schillingsfürst verliehen und
- 1980 dann das Ehrenbürgerrecht seiner Heimatstadt.